# Michael Barratt
Michael Reed Barratt (nascut el 16 d'abril de 1959) és un físic americà i astronauta de la NASA. Especialitzat en medicina aeroespacial, Barratt va servir com a cirurgià de vol per a la NASA abans de la seva selecció com a astronauta, i ha tingut un paper important en el desenvolupament de programes de medicina espacial de la NASA, tant per al Programa Transbordador-Mir i l'Estació Espacial Internacional. El seu primer vol espacial va ser una missió de llarga duració a l'Estació Espacial Internacional, com a Enginyer de Vol en l'Expedició 19 i 20. En el març de 2011, Barratt va finalitzar el seu segon vol espacial com a tripulant del STS-133.